# Peder Pedersen (1822-1911)
 Der er flere personer med dette navn, se Peder Pedersen.
Peder Pedersen (29. april 1822 i Oppe Sundby – 25. august 1911 i Neder Dråby) var en dansk politiker.
Pedersen, der var en søn af gårdejer Peder Olsen og Birthe Cathrine Pedersdatter, blev født i Oppesundby. Han valgtes, efter først i et par år at have beklædt stillingen som formand for Sigerslev-Græse Kommunes sogneråd, ind i Folketinget som repræsentant for Frederikssundkredsen i 1861 og føjede i årene 1864-66 hertil mandatet som medlem af Rigsrådets Folketing. Pedersen var valgt som mådeholden Venstremand og var iblandt de medlemmer af Venstre, der i Oktoberforenings-perioden samvirkede med godsejerne og forberedte den reviderede Grundlovs gennemførelse. Ved valgene i juni 1866 var han imidlertid blandt dem, der bukkede under, og først nogle måneder senere sendte Hillerødkredsen ham til Folketinget, hvor han sad, indtil han i 1873 frivillig afgav sin valgkreds til Lars Dinesen. Pedersen søgte og opnåede derimod valg i den omtvistede Frederikssundskreds. Denne repræsenterede han indtil 1876, da han ikke søgte genvalg. I 1878 valgtes han derimod ind i Landstinget, hvor han beholdt sæde indtil 1898.
Under forfatningskampen tog Pedersen afstand fra Venstres krav på Folketingets overherredømme, hørte en tid til Folketingets Mellemparti og fulgte i kampens løb dettes fleste medlemmer ind i Højre, til hvis betydeligste støtter i Frederiksborg Amt han i en årrække hørte. I Folketinget tog han virksom del i rigsdagsgerningen og bidrog bl.a. væsentlig til Frederikssundsbanens gennemførelse under adskillig modstand. I Landstinget indtog han en mere tilbagetrukken holdning. Fra 1895 var han medlem af Rigsretten. Hans politiske optræden var altid præget af et ædrueligt, praktisk syn og af personlig tilforladelighed.
1892 blev han Ridder af Dannebrog og modtog også Fortjenstmedaljen.
Pedersen, der i 1843 ægtede gårdejer af Sigerslevvester Jens Andersens datter Birthe, ejede 1843-83 en gård i Sigerslevvester og var fra 1877 landvæsenskommissær. Han er begravet i Frederikssund.